# Sanjana Sanghi
Sanjana Sanghi, née le 2 septembre 1996 à Delhi, est une actrice bollywoodienne et mannequin indienne . 
Elle fait ses débuts au cinéma à l'âge de 14 ans avec le film Rockstar, après quoi elle joue dans Hindi Medium et Fukrey Returns . En 2020 elle apparaît en tant que rôle principal féminin dans le film Dil Bechara, . 

## Jeunesse
Sanjana Sanghi est née le 2 septembre 1996. Son père Sandeep Sanghi est un homme d'affaires, et sa mère Shagun, une femme au foyer. Elle a un petit frère, Sumer, qui travaille chez Google . Sanghi étudie à la Modern School de Delhi. Elle obtient ensuite son diplôme en journalisme et en communication de masse au Lady Shri Ram College de Delhi en 2017. 

## Carrière
Sanghi fait ses débuts d'actrice dans le film Rockstar du réalisateur Imtiaz Ali, sorti en 2011. C'est Mukesh Chhabra qui la choisit pour ce rôle après l'avoir vu jouer dans son école. En 2017, elle joue dans Fukrey Returns et Hindi Medium, . En 2018, elle est choisie comme rôle principal féminin, jouant au côté de Sushant Singh Rajput dans Dil Bechara, adaptation bollywoodienne du roman de John Green, Nos étoiles contraires . 
Sanghi a également joué dans des publicités pour des entreprises comme Tanishq, Cadbury, Aircel, Coca-Cola, Myntra et Dabur .

## Filmographie
| Année | Titre          | Rôle       | Note                 | Ref.   |
| ----- | -------------- | ---------- | -------------------- | ------ |
| 2011  | Rockstar       | Mandy Kaul |                      | [ 13 ] |
| 2017  | Hindi Medium   | Jeune Mita |                      | [ 14 ] |
| 2017  | Fukrey Returns | Katty      |                      | [ 14 ] |
| 2020  | Dil Bechara    | Kizie Basu | film Disney+ Hotstar | [ 15 ] |